# Susannah York
Pour les articles homonymes, voir York.
Susannah York, née à Londres le 9 janvier 1939 à Chelsea (Londres) et morte le 15 janvier 2011, à l'âge de 72 ans à Londres des suites d'un cancer de la moelle osseuse, est une actrice anglaise.

## Biographie
Son père, Simon Fletcher, divorce alors que Susannah est très jeune (vers 1947). Elle le verra très peu.
Actrice aux multiples talents, venue du théâtre, Susannah York s'est spécialisée tout d'abord dans la pantomime. Dès sa sortie de la Royal Academy of Dramatics Arts de Londres, elle joue de nombreux rôles, tant au cinéma qu'à la télévision, au théâtre et à la radio.

### Carrière
La carrière de Susannah York débute au cinéma en 1960, dans le film Tunes of Glory (Les Fanfares de la gloire), de Ronald Neame, avec Alec Guinness et John Mills. Très vite remarquée pour la prestance et la qualité de son jeu, les plus grands réalisateurs lui proposeront de travailler avec eux. C'est ainsi que John Huston lui confie le rôle de la jeune névrosée de Freud (Freud, passions secrètes), en 1961. Par la suite, Tony Richardson lui fait jouer le personnage de Sophie Western, la jeune et riche héritière de Tom Jones, aux côtés d'un autre jeune talent britannique, appelé lui aussi à devenir célèbre, Albert Finney, dans le rôle-titre, en 1963.
Susannah York aborde avec brio les genres les plus divers : l'aventure avec Sands of Kalahari (Les Sables du Kalahari), de Cyril Raker Enfield (1965) ; la comédie, avec Sebastian (Les Filles du code secret), de David Greene (1968) ; la superproduction de prestige, avec A Man For All Seasons (Un homme pour l'éternité), de Fred Zinnemann (1966) ; la biographie filmée, avec Jane Eyre, de Delbert Mann (1970), dans le rôle-titre.
Deux de ses performances furent particulièrement remarquées : They Shoot Horses, Don't They? (On achève bien les chevaux), de Sydney Pollack (1969), pour laquelle elle fut nommée à l'Oscar de la meilleure actrice dans un second rôle, et celle de la schizophrène meurtrière d'Images, de Robert Altman (1972), qui lui valut le Prix d'interprétation féminine à Cannes.
La carrière de Susannah York regroupe une cinquantaine de films. Outre ceux que nous avons mentionnés précédemment, il convient de citer The Killing of Sister George (Faut-il tuer Sister George ?), de Robert Aldrich (1968), dans le rôle, très osé pour le cinéma britannique de l'époque, de Alice « Childie » McNaught, la jeune compagne lesbienne d'une vedette vieillissante de la télévision (Beryl Reid) sur le déclin, Oh, What a Lovely War (Ah, Dieu que la guerre est jolie), de Richard Attenborough (1969), Gold de Peter Hunt aux côtés de Roger Moore (1974) et The Shout (Le Cri du sorcier) (1978), de Jerzy Skolimowski, aux côtés de John Hurt et Alan Bates. Susannah York a aussi joué la mère de Superman, dans les deux premiers films avec le superhéros, réalisés par Richard Donner en 1978 et Richard Lester (Superman 2) en 1980.
Susannah York a aussi été membre du jury au Festival de Cannes en 1979.
Au théâtre, l'actrice britannique est aussi à l'aise dans l'univers de l'écrivain américain Arthur Miller (Les Sorcières de Salem) que dans celui du dramaturge français  Jean Genet (Les Bonnes, The Maids, en version anglaise, partageant la vedette avec l'actrice britannique Glenda Jackson).
En outre, Susannah York écrit des livres de contes pour enfants (Search of Unicorns 1973, révisé en 1984 et Lark's Castle 1976, révisé en 1986), en plus de coproduire des courts métrages.

### Vie familiale
Susannah York a épousé en 1960 Michael Wells, avec qui elle a eu deux enfants : Orlando et Sasha. Le couple a divorcé en 1980. En 1984, l'actrice a joué dans une version télévisuelle de Christmas Carol, dans le rôle de Mrs. Cratchit, en compagnie de ses deux enfants. Son fils, Orlando Wells, mène une belle carrière à la télévision. On peut le voir régulièrement à la chaîne britannique Channel Four dans la télé-série pour adolescents As If.

### Engagements socio-politiques
Très engagée à gauche sur le plan politique, Susannah York a manifesté son appui au dissident israélien Mordechai Vanunu, notamment lorsque celui-ci a dévoilé au monde le programme nucléaire de son pays.

### Confidence professionnelle
Sur le plan professionnel, Mme York a déclaré au cours d'une entrevue que l'une des méthodes qu'elle employait le plus souvent pour s'imprégner des personnages qu'elle incarne était de leur inventer une «histoire personnelle», autrement dit un «vécu».

## Filmographie

### Cinéma
- 1960 : Faut que ça saute (There Was a Crooked Man) de Stuart Burge : Ellen
- 1960 : Les Fanfares de la gloire (Tunes of Glory) de Ronald Neame : Morag Sinclair
- 1961 : Un si bel été (The greengage summer / Loss of innocence) de Lewis Gilbert : Joss Grey
- 1962 : Freud, passions secrètes (Freud) de John Huston : Cecily Koertner
- 1963 : Tom Jones de Tony Richardson : Sophie Western
- 1964 : La Septième Aube (The 7th Dawn) de Lewis Gilbert : Candace Trumpey
- 1964 : Scene Nun, Take One (court métrage)
- 1965 : Les Sables du Kalahari (Sands of the Kalahari) de Cy Endfield : Grace Munkton
- 1966 : Scruggs de David Hart : Susan
- 1966 : Le Gentleman de Londres (Kaleidoscope) de Jack Smight : Angel McGinnis
- 1966 : Un homme pour l'éternité (A Man for All Seasons) de Fred Zinnemann: Margaret More
- 1968 : Les Filles du code secret (Sebastian) de David Greene : Rebecca Howard
- 1968 : Duffy, le renard de Tanger (Duffy) de Robert Parrish : Segolene
- 1968 : Faut-il tuer Sister George ? (The Killing of Sister George) de Robert Aldrich : Alice 'Childie' McNaught
- 1969 : Ah Dieu ! que la guerre est jolie (Oh! What a Lovely War) de Richard Attenborough : Eleanor
- 1969 : La Bataille d'Angleterre (Battle of Britain) de Guy Hamilton : Section Officer Maggie Harvey
- 1969 : Mesdames, planquez vos filles ! (Lock Up Your Daughters!) de Peter Coe (en) : Hilaret
- 1969 : On achève bien les chevaux (They Shoot Horses, Don't They?) de Sydney Pollack : Alice
- 1970 : Country Dance de J. Lee Thompson : Hilary Dow
- 1971 : Happy Birthday, Wanda de Mark Robson : June Penelope Ryan
- 1972 : Une belle tigresse (Zee and Co.), de Brian G. Hutton : Stella
- 1972 : Images de Robert Altman : Cathryn
- 1974 : Gold de Peter Hunt : Terry Steyner
- 1974 : Les Bonnes de Christopher Miles : Claire
- 1975 : Coupable sans visage (Conduct Unbecoming) de Michael Anderson : Mrs. Marjorie Scarlett
- 1975 : Le Veinard de Christopher Miles : Julia Richardson
- 1976 : Intervention Delta (Sky Riders) de Douglas Hickox : Ellen Bracken
- 1976 : Eliza Fraser de Tim Burstall : Eliza Fraser
- 1978 : Le Cri du sorcier (The Shout) de Jerzy Skolimowski : Rachel Fielding
- 1978 : L'Argent de la banque (The Silent Partner) de Daryl Duke et Curtis Hanson : Julie Carver
- 1978 : Superman (Superman: The Movie) de Richard Donner : Lara
- 1980 : Long Shot : une actrice
- 1980 : La Malédiction de la vallée des rois (The Awakening) de Mike Newell : Jane Turner
- 1980 : Superman 2 de Richard Lester : Lara
- 1980 : Loophole de John Quested : Dinah Booker
- 1980 : Late Flowering : Love
- 1980 : Falling in Love Again de Steven Paul : Sue Lewis
- 1982 : Alice (en) (Alicia) : Queenie
- 1983 : Barbe d'or et les Pirates (Yellowbeard) de Mel Damski : Lady Churchill
- 1985 : Prettykill de George Kaczender : Toni
- 1987 : Superman 4 (Superman IV: The Quest for Peace) : Lara (voice)
- 1987 : Mio au royaume de nulle part (Mio min Mio) de Vladimir Grammatikov : La couturière
- 1987 : Barbablù, Barbablù de Fabio Carpi : Teresa
- 1988 : A Summer Story : Mrs. Narracombe
- 1988 : Just Ask for Diamond : Lauren Bacardi
- 1989 : Melancholia de Andi Engel : Catherine Lanham Franck
- 1990 : En Håndfull tid : Susanne Walker
- 1990 : Fate
- 1993 : Piccolo grande amore : Queen Christina
- 1997 : Loop (en) de Allan Niblo : Olivia
- 1998 : So This Is Romance? de Kevin W. Smith : Mike's Mum
- 2000 : Jean : Jean
- 2002 : Histoire d'Ève (The Book of Eve) de Claude Fournier
- 2003 : Visitors de Richard Franklin : Carolyn Perry
- 2004 : Love Is a Survivor Present : Day Roma

### Télévision

#### Séries télévisées
- 1979 : Prince Regent (mini-série) : Mrs. Fitzherbert
- 1981 : Seconde Chance : Kate Hurst
- 1982 : We'll Meet Again : Helen Dereham
- 1989 : After the War (mini) : Irene Jameson
- 1991 : Devices and Desires (mini-série) : Meg Dennison
- 1991 : Trainer (en) : Rachel Ware

#### Téléfilms
- 1966 : The Fall of the House of Usher : Madeleine Usher
- 1970 : Jane Eyre : Jane Eyre
- 1973 : La Grande Bretèche, d'après la nouvelle d'Honoré de Balzac La Grande Bretèche dans la série Great mysteries d'Orson Welles : Joséphine de Merret
- 1979 : Meurtres à San Francisco (The Golden Gate Murders) : sœur Benecia
- 1983 : Nelly's Version : Narrator (voix)
- 1984 : Christmas Carol : Mrs. Cratchit
- 1985 : La croisière s'amuse ("The Love Boat"), deux épisodes : Girl of the Midnight Sun/There'll Be Some Changes Made/Too Many Isaacs/Mr. Smith Goes to Stockholm Part 1 & 2
- 1985 : Star Quality : Lorraine Barry
- 1985 : Daemon (en)
- 1989 : Quattro piccole donne
- 1990 : The Man from the PVU : Amy Wallace
- 1992 : Illusions : Dr Sinclair
- 1997 : Dark Blue Perfume : Liz
- 2000 : St. Patrick: The Irish Legend : Concessa

## Voix françaises
- Jeanine Freson dans :
  - Freud, passions secrètes
  - Un homme pour l'éternité
  - Le Gentleman de Londres
  - Le Veinard
  - Superman (1er doublage)
  - Superman 2

- Michèle Bardollet dans :
  - La Septième Aube
  - Les Sables du Kalahari

- Perrette Pradier dans :
  - Faut-il tuer Sister George ?
  - Gold

- Arlette Thomas dans :
  - On achève bien les chevaux
  - Intervention Delta

- Evelyn Selena dans :
  - Une belle tigresse
  - La croisière s'amuse (série télévisée)

et aussi :
- Michèle André dans Tom Jones
- Anne Jolivet dans Duffy, le renard de Tanger
- Béatrice Delfe dans Le Cri du sorcier
- Jacqueline Cohen dans La Malédiction de la vallée des rois
- Maria Tamar dans Superman 4 (voix)